# Ngbandi (langue)
Pour les articles homonymes, voir Ngbandi.
Le ngbandi est un continuum linguistique de langues oubanguiennes parlé au Cameroun, en République centrafricaine et en République démocratique du Congo.
Le ngbandi est la base lexicale du sango, langue officielle en République centrafricaine.

## Classification
Le ngbandi fait partie du sous-groupe oubanguien, classé dans la branche adamawa-oubanguienne des langues nigéro-congolaises.

### Variétés
Le SIL International, organisme chargé de l'attribution des codes ISO 639-3, recense six variétés : 
- deq: le dendi
- gyg: le gbayi
- mgn: le mbangi
- ngb: le ngbandi du Nord
- nbw: le ngbandi du Sud
- yky: le yakoma

La base de données linguistiques Glottolog a quant à elle une sous-famille nommée « ngbandique », qui comporte les variétés suivantes :
- le gbayi
- ngbandique nucléaire, sous-famille comprenant :
  - le dendi de République centrafricaine
  - le mbangi
  - le ngbandi du Nord
  - sangoïque, sous-famille comprenant :
    - le sango
    - le sango riverain

  - le ngbandi du Sud
  - le yakoma

Pour Boyeldieu, le ngbandi, yakoma, le sango, le dendi et le mbangi forment une même langue,.

## Lexique
Lexique des langues ngbandi selon Moñino (1988):
| Français           | Sango              | Yakoma (yakomo mbindo) | Kpatiri (Kpatili) |
| ------------------ | ------------------ | ---------------------- | ----------------- |
| abeille            | wótɔ̀rɔ̀             | làvù ~ làvṵ̀            |                   |
| acide (vb.)        | kpéè ~ kpíì        | kpé                    |                   |
| aile               | kpá-ngì            | kpángbì-tī             | pā                |
| aller              | gùè                | gʷè                    | hàlè; gàrà        |
| amer (vb.)         | séè                | sé                     |                   |
| animal             | ɲàmà               | sà                     | sà                |
| année              | ngú                | ngú                    | ngú               |
| appeler            | írì                | hírì                   |                   |
| arbre              | kɛ̄kɛ̄ ~ kēkē        | kɛ̄kɛ̄                   | wì                |
| attacher, lier     | kángà; gbē         | gbē                    | gbórò             |
| blanc              | vùrū               | vùrū                   | vú-nì             |
| boire              | ɲɔ̄ ~ ɲɔ̰̄            | ɲɔ̄                     | ɲɔ̄                |
| bon (être)         | nzɔ̄ní; nzèrè       | yō                     | sí                |
| bouche             | yángá              | ɲɔ̄; yāngā              | ɲɔ̄                |
| bras               |                    |                        |                   |
| brouillard         | mbíndā             | mbíndā                 | ndùtù             |
| brûler (intr.)     | gbī                | gbī                    | gbí               |
| brûler (trans.)    | zō ~ zɔ̄            | zɔ̄                     | zɔ̄                |
| ceci               | só gè              | ómɔ̀                    | dɛ̀                |
| cela               | só ká              | ókō                    | dù                |
| ce en question     | ní só              | ɲí ~ ḭ́                 |                   |
| cendres            | mbùrù-wà           | mbí                    | mbī-wâ            |
| champ              | yākā               | yākā                   | kā                |
| charbon            | kpīndīrī           | pīndīrī                |                   |
| chaud              | wá                 | gbìgbíì                |                   |
| chauffer           | mú wá              | gbíì                   |                   |
| chemin             | légē               | légē                   | lágē              |
| chèvre             | ngāsà              | ngāsà                  | ngāsà             |
| chien              | mbò                | mbò                    | kàsā              |
| chose              | yé                 | yé                     | yɛ́                |
| cinq               | òkū                | òkɔ̰̄                    | wàkū              |
| cœur               | bé                 | gòndà                  | bɛ́                |
| colline/termitière |                    | ʔɔ̄tɔ̄; lì-tá            |                   |
| compter            | díkɔ̀               | díkɔ̀                   | dī                |
| connaître          | híngà              | ʔíngà                  | héngè             |
| corde              | kámbà              | kpú                    | kpú               |
| corne              | nzá-dìdì           | nzá-lì                 | zà                |
| cou/gorge          | gɔ́                 | gɔ́                     | gɔ́                |
| couper (couteau)   | fáà ~ fá           | fá                     | dɛ̄; fálá          |
| couper (hache)     | dē                 | dɛ̄                     | fɔ́à               |
| cracher            | kū sɔ̄rɔ̄            | kù                     | kù                |
| creuser            | zī                 | gɛ̰̄ ~ gē                |                   |
| cuire              | tɔ́ɔ̀ ~ tɔ̄           | tɔ́ɔ̀                    | tɔ́à               |
| cuisse             | kūnī               | kṵ̄rṵ̄                   | músū              |
| cul, fondement     | ɲɛ̀rɛ̄; ngbòndá      | ɲɔ̀rɔ̀; ngbòndā          | gòdò              |
| cultiver           | fáà                | dɛ̄                     | hèlè              |
| danser             | dɔ̄ dɔ́dɔ́            | dɔ̄ dɔ́                  | dɔ̄-dɔ̀             |
| debout (être)      | lūtī               | lō                     | lō-ndɔ̄            |
| dent               | pēmbē              | tɛ̰̄                     | tɛ́                |
| deux               | úsè                | óósɛ̀                   | wɛ̀-́sɛ̀             |
| dire               | tɛ̀nɛ̀               | nɛ̀                     | sà; hê            |
| donner             | mú...nà...         | ʔɛ̰́                     | lâ; mángɛ̀         |
| dormir             | lāngɔ̄              | là                     | lè                |
| droite (à)         | kōtī               | gèkɔ̄tī                 | kāⱱā              |
| eau                | ngú                | ngú                    | ngú               |
| écorce             | kàkō; pōrō         | pɔ̄rɔ̄                   | cɔ̄                |
| éléphant           | dòlì               | dòlì                   | mbàlà             |
| enfant             | mólèngé            | ɲì / á yā              | nī                |
| enfanter           | dū                 | dú                     | dú                |
| enfler             | súkù               | súsù                   | ndùrù             |
| entendre           | mā ~ mɛ̄            | mɛ̄                     | mɛ̄                |
| envoyer            | tò                 | tò                     | tíngì             |
| épine              | kí                 | kí                     |                   |
| étoile             | tòngòlò            | tòngòrò                | kòcɛ̀rɛ̀            |
| étranger           | wà-ndé             | wà-ndɛ̰́                 |                   |
| excréments         | pùrú               | ʔʸɔ̰̄                    | īzō               |
| façonner (pot)     | pɛ̀tɛ̀ tà            | sɔ̰̄                     |                   |
| fagot              | kēkē tí wá         | kɛ̄kɛ̄ wá                | wá                |
| faim               | nzàrà              | gʷɛ̰́                    | jí                |
| farine             | fùkù               | fùkù ~ fùgù            |                   |
| femme              | wálī               | wálī                   | wɔ̄zɔ̀              |
| fer                | wɛ̰́                 | w̃ɛ́                     | kúpà              |
| feu                | wá                 | wá                     | wá                |
| feuille            | kùgbē              | kʷ̀ē; kùgbē             | kpàngā            |
| filet              | gbándà             | gbándà                 | gbándà            |
| finir              | húnzì              | ʔónzì                  |                   |
| flèche             | kòàkòàrà           |                        | kɔ̄nɔ̄              |
| foie               | bè ~ bèbè          | bɛ̄                     |                   |
| forger             | ba wɛ̰́              | mɛ̄                     |                   |
| frapper, battre    | píkà               | sɔ̰̄; sɔ́ɔ̀; sɛ̄; mɛ̄        | mɛ̄                |
| froid              | dé; dèdéè          | dèdéè                  | dɛ́                |
| fructifier         | lē                 | lē                     |                   |
| fumée              | gūrū               | gūrū                   | njū-wâ            |
| gauche (à)         | nagàlè             | gègà                   | gìlì              |
| genou              | lì-kūnī            | lì-kṵ̄rṵ̄                | lì-kūlī           |
| graisse/huile      | màfūtà             | kpɔ̰̄; dìngō             | kpɔ̄               |
| grand              | kōtā               | yɔ̀ngɔ́rɔ̀; kōtā          | gbādā             |
| gratter (se)       | kɔ̀tɔ̀ tɛ̀rɛ́          | kpà; kpàtà             | kpà               |
| griller            | zō ~ zɔ̄            | yɔ́rɔ̀                   |                   |
| guerre             | bìrā               | tò                     | tò                |
| herbe              | pɛ́rɛ̄ ~ pérē        | sɛ̰́                     | mā                |
| homme              | kɔ́lī               | kɔ́lī                   | kɔ́lī              |
| hyène              | gbòngó ~ gbɔ̀ngɔ́    |                        | gbɔ̀ngɔ́            |
| il                 |                    |                        | wō                |
| ils                | álà                | álà                    | álà               |
| intestins          | vì ~ mvì           | vḭ̀ḭ́                    | vì                |
| je                 | mbī                | mbí                    | mī                |
| jumeaux            | angbō              | ngbɔ̄                   |                   |
| lancer, jeter      | bì                 | gɛ̰̀rɛ̰̀; bì               | gā; ⱱè            |
| langue (organe)    | mēngā              | lì-mɛ̄ngá               | mīngā-ɲɔ̄          |
| laver              | sùkúlà             | kpóò; gbɔ̰̀              | kpɔ́lɔ̀             |
| long               | yɔ̀ngɔ́rɔ̀            | yɔ̀ngɔ́rɔ̀                | yànà              |
| lourd              | nɛ̀nɛ́ɛ̀              | nɛ̀nɛ́ɛ̀                  | lɛ̄à               |
| lune               | nzè ~ nzɛ̀          | nzɛ̀                    | mà                |
| maison             | dà                 | dà                     | dà                |
| manger             | tɛ̀                 | tɛ̀                     | tɛ̀                |
| marche             |                    | nɔ́                     | nɔ̄                |
| marcher            |                    | nɔ̄                     |                   |
| mauvais (être)     |                    | sḭ́ḭ̀                    |                   |
| mère               | màmá               | tā                     | nà; āyà           |
| montagne           | hɔ̄tɔ̄               | ʔɔ̄tɔ̄                   | bɔ́gɔ̀              |
| mordre             | tɛ̀                 | tɛ̀                     | tɛ̀                |
| mortier            | kpù                | tā-kpù                 |                   |
| mouche             | ngùngù; vūmā       | nzṵ̄                    |                   |
| mourir             | kúì                | kpī                    | kpī               |
| ne...pas           | pɛ̄pɛ̄ɛ̀              | mɔ́ ... mɔ̄; tá ... mɔ̄   | mā                |
| neuf, nouveau      | fìní               | fɛ̰̀rɛ̰̀                   | fànà              |
| nez                | hɔ̰́                 | hɔ̰̄                     | hɔ̄                |
| noir               | vùkō               | vùkɔ̄                   | bī-nī             |
| nom                | īrī                | ʔīrī                   | īrī               |
| nombreux (être)    | wū                 |                        |                   |
| nombril            | túrúngù            | lì-ʔʸɔ̰̄                 | kòbè-yí           |
| nous               | ē                  | ʔé                     | álé-nè; álé-mē    |
| nuit               | bī                 | bī                     | bī                |
| œil                |                    |                        |                   |
| œuf                | pārā               | pārā                   | pɛ̄rɛ̄              |
| oiseau             | ndèkè              | hū                     | hū                |
| oncle maternel     | kóyà               | kúyà                   |                   |
| ongle/griffe       | nzɛ̄rɛ̄              | nzɛ̰̄rɛ̰̄                  |                   |
| oreille            | mɛ́                 | mɛ̄                     | mɛ́                |
| os                 | bìō                | bʸ̀ō                    | bì                |
| panthère           | zɛ̰̀ ~ zɛ̀ ~ zè       | zɛ̰̀                     | zɛ̀                |
| peau               | pōrō               | pɔ̄rɔ̄                   | pālā              |
| père               | bàbá               | tō                     | bà                |
| personne, gens     | zò                 | zò / á zì              | zɔ̀                |
| petit              | kɛ́tɛ́ ~ kété        | ɲī; kítí               | fɔ̀kɔ́tɔ́; fèkété    |
| peur               | mbètò              | mbìtɔ̀                  | mbìtò             |
| pied               | gɛ̀rɛ́ ~ gèré        | gɛ̀rɛ̄                   | gālā              |
| pierre/caillou     | tɛ́mɛ̄; tɛ́nɛ̄         | tɛ̰́rɛ̰́                   | mbísà             |
| plaie              | kā                 | kā                     | cē                |
| planter            | lū; síɔ̀            | lū                     | lū                |
| plein (être)       | sī                 | sḭ̄                     | sī                |
| pleurer (pleurs)   | tòtò               | tò                     | tɔ̀                |
| pluie              | ngú-nzàpā          | ngúndōzū               | ngú               |
| poil/plume         | kúá ~ kūā          |                        |                   |
| poisson            | sùsù               | kpḭ̄                    | kpī; sùsù         |
| pou                | kɛ̀tɛ̀               | sìrì                   | sì                |
| poule              | kɔ́ndɔ̀              | kɔ́ndɔ̀                  | kɔ́ndɔ̀             |
| pourri (être)      | fṵ̄ ~ fū            | fṵ̄; zɔ̰́ɔ̰̀                | fū                |
| prendre            | mú                 | mú; ʔɛ̰́                 | lâ; mángɛ         |
| profond (être)     | lī                 | lī                     | ílì               |
| puiser             | tō                 | tɔ̰̄                     | tū                |
| quatre             | ùsīō               | òsʸɔ̄                   | wà-nà             |
| queue              | dàmbá              | sɛ̰̄                     | sī-gùdù           |
| qui ?              | zò wà              | zòó ... nɛ̀             | nàá               |
| quoi ?             | ɲɛ̀ ~ ɲɛ̰̀            | yé ... nɛ̀              | sàáɲɛ̄             |
| racine             | gū-ndá             | gūndá kɛ̄kɛ̄             | gālā-wì           |
| respirer           | wò ~ wù            | wɔ̀                     | wɔ̀                |
| rester, être assis | ngbá; dùtī         | dù tī; dù              | dù-tī             |
| rire               | hē ngíá            | ʔè                     | è bè              |
| rosée              | màɲɔ̰̄               | mʸɔ̀mʸɔ̀                 | mīsɔ̀              |
| rouge              | bèngbā ~ bɛ̀ngbā    | gbēngbā                | bɛ̀ngbā            |
| sable              | mbūtū              | mbūtū                  | sí-zɔ̄             |
| sagaie             | lìkòngɔ́            | tó                     | tó                |
| saison sèche       | bùrū               | bùrū                   | kūsū-gá           |
| saison des pluies  | ngú-nzàpā          | zōngō                  | zɛ̄ngɔ̄             |
| sang               | mɛ́nɛ̄ ~ ménē        | mɛ́rɛ́                   | mɛ́lɛ̄              |
| sec (être)         | hɔ́lɛ̀ ~ húlè ~ hólè | ʔúrɛ̀                   | úlì               |
| sein               | mɛ̀ ~ mɛ̰̀            | mɛ̀                     | mɛ̀                |
| sel                | híngɔ̄              | ʔíngɔ̄                  | híngā             |
| semence/graine     | lé                 | lē                     | gūsū              |
| sentir (intr.)     | fū                 | fṵ̄                     | fúrì              |
| serpent            | ngbɔ̄               | ngbɔ̄                   | ngbɔ̄              |
| soleil             | lá                 | lá                     | lí                |
| souffler           | húrù               | hùrù                   | wɔ̀                |
| sucer              | ɲɔ̰̄ ~ ɲɔ̄            | sṵ̀                     | sù                |
| sucré (être)       | nzèrè; lògòmà      | ʔɛ̀rɛ̀mɛ̀; lɔ̀gbɔ̀          | dɔ́rɔ̀              |
| termite            | kàngì              | ngì                    |                   |
| terre, sol         | sésè               | sésè                   | sé                |
| tête               | lì                 | lì                     | dàlè; lì          |
| téter              | ɲɔ̰̄ mɛ̰̀ ~ ɲɔ̄ mɛ̄      |                        |                   |
| tomber             | tī                 | tī                     | tī                |
| tortue             | bākòngō; kùdù      | nɛ́kō                   | nóō               |
| tous, tout         | kúé ~ kúɛ́          | kʷɛ́; zù                | ngù               |
| tousser            | tíkɔ̀               | kɔ̀rɔ̀                   |                   |
| tranchant          |                    | hɔ̰̀hɔ̰́ɔ̰̀                  |                   |
| tranchant (être)   | zā                 | hɔ̰̀                     | ɔ̄ngɔ̄              |
| transpercer        | kpɔ̀; kórò          | kpɔ̀                    | sɔ́; kɔ́            |
| travail            | kùà; kùsárà        | kʷà                    |                   |
| trois              | òtá                | òtá                    | wà-tá             |
| trou               | dú                 | dú; dō                 | dú                |
| tu                 | mò ~ mɔ̀            | mɔ́                     | mɔ̀                |
| tuer               | fá ~ fáà           | ʔò                     | hò                |
| un                 | ɔ́kɔ̀                | òkɔ̀                    | wà-jóngó          |
| urine              | hínɔ̰̄ ~ hínɔ̄        | hḭ́rɔ̰́                   | ítí               |
| venir              | gā                 | gā                     | jē                |
| vent               | pùpù               | yá                     | yàlú              |
| ventre             | yá                 | yā                     | yí                |
| viande/chair       | ɲàmà; mítɛ̀rɛ́       | sà; mí                 | zɔ́ngɔ̄             |
| village            | kɔ̄dɔ̄rɔ̄             | kɔ̄dɔ̄rɔ̄                 | lândē             |
| voir               | báà                | hṵ̄; báà                | yú                |
| voler (oiseau)     | hùrù               | hùrù; yà               | hùrù              |
| voler, dérober     | nzī                | nzì ~ nzḭ̀              | zì                |
| vomir              | dē                 | dè                     | wɛ̀                |
| vouloir            | yé                 | yé                     | yīrī              |
| vous               | ḭ̄; álà             | ʔḭ́                     | álé-mɔ̀            |